# Diplodocoidea
Los diplodocoideos (Diplodocoidea, gr. "lagartos de doble haz") es una superfamilia de dinosaurios saurópodos que vivieron desde el Jurásico Superior hasta el Cretácico Superior (hace aproximadamente 154 y 93 millones de años, desde el Kimmeridgiense hasta el Coniaciense), en lo que hoy es Asia, Europa, América y África.

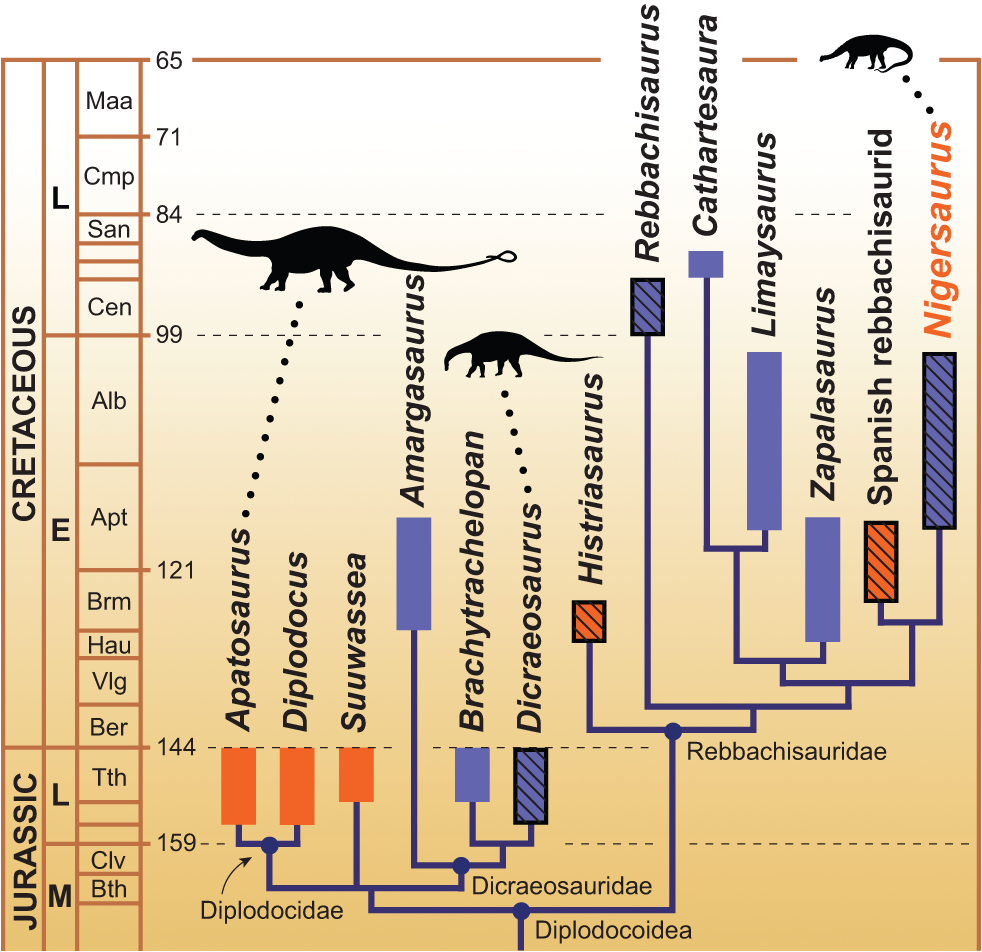
Cladograma de Diplodocoidea.

Las formas tempranas se caracterizan por poseer largos cuellos y colas como látigos, siendo probablemente los dinosaurios más largos que hayan existido. Las formas posteriores mostraban más especialización, como en los dicreosáuridos con su cuello corto, en el Nigersaurus con su aparato bucal, además de presentar velas como en Amargasaurus.

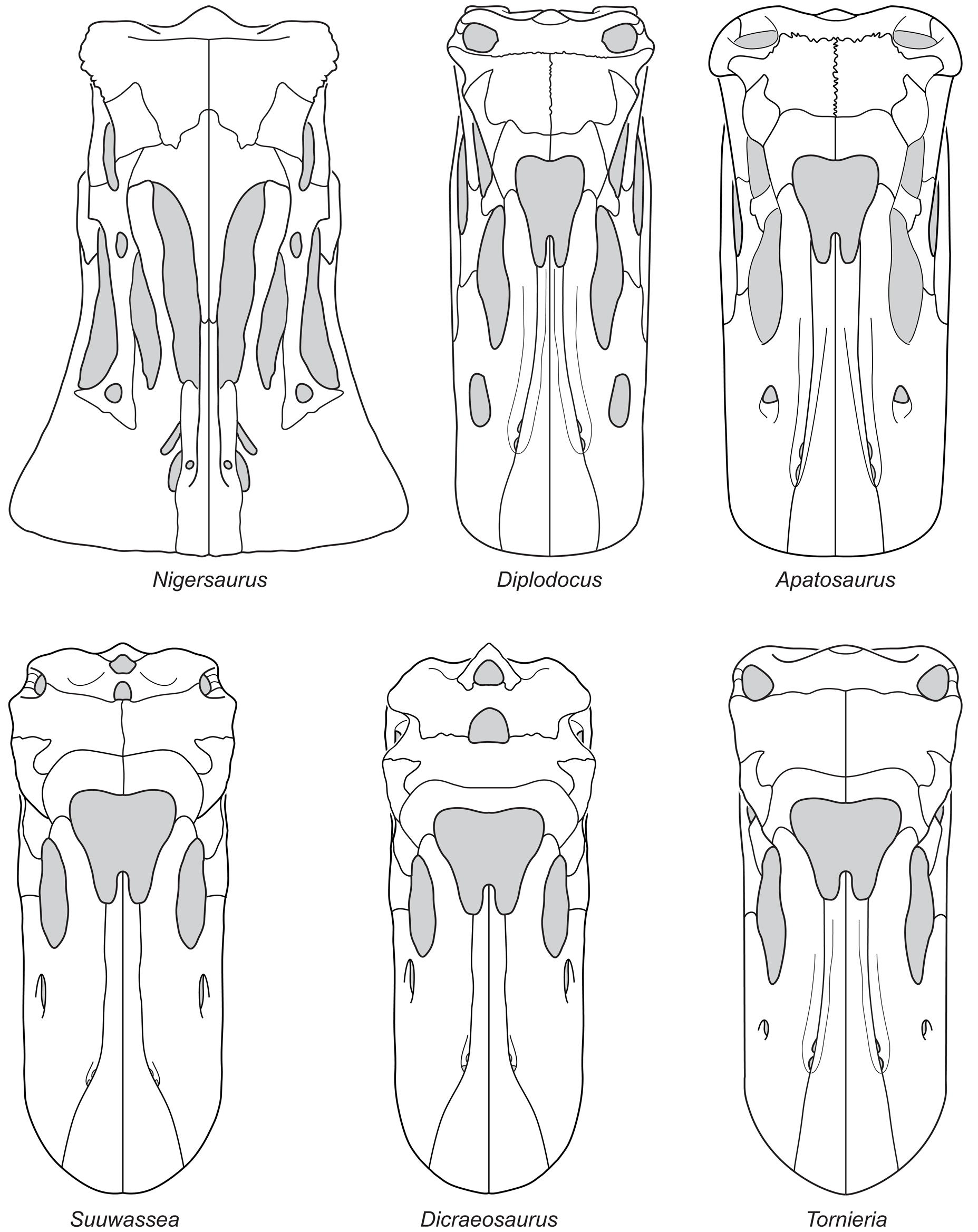
Reconstrucción de cráneos de varios diplodocoideos. De izquierda a derecha y de arriba abajo: Nigersaurus, Diplodocus, Apatosaurus, Suuwassea, Dicraeosaurus y Tornieria.

## Sistemática
Es el clado más inclusivo que incluye a Diplodocus longus (Marsh, 1878) pero no a Saltasaurus loricatus (Bonaparte y Powell, 1980)
- Superfamilia Diplodocoidea
  - Amazonsaurus
  - Histriasaurus
  - Familia Rebbachisauridae
    - Cathartesaura
    - Demandasaurus
    - Limaysaurus
    - Nigersaurus
    - Nopcsaspondylus
    - Rayososaurus
    - Rebbachisaurus
    - Zapalasaurus

  - Clado Flagellicaudata
    - Suuwassea
    - Familia Dicraeosauridae
      - Amargasaurus
      - Brachytrachelopan
      - Dicraeosaurus
      - Bajadasaurus
      - Lingwulong
      - Amargatitanis
      - Pilmatueia

    - Familia Diplodocidae
      -  ?Amphicoelias
      - Cetiosauriscus
      - Dinheirosaurus
      - Dyslocosaurus
      - Subfamilia Apatosaurinae
        - Apatosaurus
        - Eobrontosaurus
        - Supersaurus

      - Subfamilia Diplodocinae
        - Australodocus
        - Barosaurus
        - Diplodocus
        - Leinkupal
        - Tornieria